# Zingiber limianum
Zingiber limianum là một loài thực vật có hoa trong họ Gừng. Loài này được Kalu Meekiong miêu tả khoa học đầu tiên năm 2014.

## Mẫu định danh
Mẫu định danh: Lim C.K. L12460; thu thập ngày 21 tháng 6 năm 2014 tại Bukit Tinggi, bang Pahang, Malaysia. Mẫu holotype lưu giữ tại Đại học Quốc gia Malaysia ở Bangi, Selangor (UKMB), mẫu isotype lưu giữ tại Vườn Bảo tồn Thực vật Suriana ở Penang.

## Từ nguyên
Tính từ định danh limianum là để vinh danh nhà thực vật học Malaysia Lim Chong Keat (林蒼吉, Lâm Thương Cát), người đầu tiên tìm thấy một quần thể của loài này vào tháng 8 năm 1998, cũng như vì những đóng góp của ông trong nghiên cứu thực vật học và để biểu thị họ của ông Lim (Lâm, 林) nghĩa là rừng.

## Phân bố
Loài này được tìm thấy ở Pahang, Malaysia bán đảo. Môi trường sống là trong khu vực có bóng râm tại các khu rừng trên các sườn đồi núi ở Pahang.

## Mô tả
Cây nhỏ cao tới 1 m (đôi khi tới 1,5 m), thân giả đường kính 7–8 mm, mọc thành cụm với 4 chồi trở lên. Lá thẳng đứng, với 4-6 cặp lá mọc sát nhau; các bẹ lá màu đỏ sẫm ánh nâu, lóng dài 1,5-4,3 cm; lá hình trứng hẹp hoặc hình mác, 14-20 × 3,5–5 cm, đỉnh nhọn đôi khi nhọn thon, mép nguyên, đáy thon nhỏ dần, gần như da, mặt trên màu xanh lục sẫm, bóng, đôi khi nổi gân, mặt dưới màu nâu hạt dẻ, nhẵn nhụi. Cuongs lá không có hoặc rất ngắn; lưỡi bẹ ngắn, dài dưới 1 mm, nhẵn nhụi. Cụm hoa từ gốc, trên cuống hoa nằm nghiêng, hình thoi, ~10 × 12 cm, với lá bắc xếp lợp, màu hồng tới vàng hay nâu sẫm. Hoa màu kem; cánh môi ~2-2,5 cm, các nhị lép bên hợp sinh với cánh môi, đỉnh cánh môi cắt cụt, 2 thùy, màu kem.
Giống với Z. malaysianum ở bang Johor về kích thước, kiểu phát triển nhưng dễ dàng phân biệt nhờ cụm hoa và các lá khác biệt.